# Finken Verlag
Der Finken-Verlag wurde 1949 von dem Lehrer Wilhelm Krick in Finkenhain gegründet.
Am heutigen Sitz in Oberursel stellt er Arbeitsmittel und Lernspiele für Kita, Grundschule, Sekundarstufe I und Elternhaus her. Das Angebot ist auf differenzierten Unterricht ausgerichtet, der die unterschiedlichen Lernbedürfnisse berücksichtigt.

## Unternehmensporträt
Der Finken-Verlag ist ein eigenständiges und unabhängiges Familienunternehmen.
Zusammen mit erfahrenen Pädagogen entwickelt der Verlag Materialien, die das differenzierende und individualisierende Lehren und Lernen unterstützen.
Das Angebot richtet sich hauptsächlich an Grund- und Förderschulen sowie Kindergärten. Beim Schulprogramm stehen Materialien für die Kernfächer Mathematik und Deutsch sowie für den Bereich Sprachförderung/Deutsch als Zweitsprache (DaZ) im Fokus. Produkte für den Sachunterricht und den Englischunterricht sowie Arbeitsmaterialien zu den Themen Umwelt und Soziales und zum Methodenlernen werden ebenfalls angeboten.
Das Kitaprogramm umfasst Angebote zur Sprachförderung und zur mathematisch-naturwissenschaftlichen Frühförderung sowie zum spielerischen Selbstlernen. International erfolgreich ist der Verlag mit LOGICO, einem Lernsystem mit Selbstkontrolle. LOGICO ist heute weltweit in über 60 Ländern auf fünf Kontinenten und in 22 Sprachen erhältlich. Der Verlag arbeitet ausschließlich im Direktvertrieb.

## Auszeichnungen
- 1994 – Worlddidac Silver Award für „LOGICO“
- 2000 – Worlddidac Award für „tablo“
- 2017 – Schulbuch des Jahres, Sonderpreis für Diversität in Bildungsmedien für das Hör-Bilder-Buch „Komm zu Wort!“[2]